# قسم ايزدخواست الريفي
قسم ايزدخواست الريفي (بالفارسية: دهستان ایزدخواست) هي منطقة سكنية تقع في إيران في قسم.